# Stenträsket (Stensele socken, Lappland, 726786-152392)
Stenträsket är en sjö i Storumans kommun i Lappland och ingår i Umeälvens huvudavrinningsområde. Sjön har en area på 3,85 kvadratkilometer och ligger 546 meter över havet. Stenträsket ligger i Vindelfjällen Natura 2000-område. Sjön avvattnas av vattendraget Stenträskbäcken.

## Konflikten vid Stenträsk
Enligt uppgift byggs det 1890 en kåta vid Stenträskets strand. 2010 startar renoveringen av kåtan till en modernare byggnad. 2011 inkommer en anmälan till Länsstyrelsen i Västerbottens län som klassar byggnaden som ett nybygge. 2017 görs återigen en inspektion av Länsstyrelsen på plats och finner då en ny byggnad på platsen, en mer kåtaliknande. Kåtans ägare menar att hon därmed återställt platsen enligt länsstyrelsens åläggande. Länsstyrelsen tillskriver i augusti 2017 Kronofogden om ett avlägsnande. Myndigheten beslutar att bränna ner kåtan, vilket skedde den 11 april 2018. Länsstyrelsens agerande är JO-anmält.

## Delavrinningsområde
Stenträsket ingår i det delavrinningsområde (726847-152609) som SMHI kallar för Utloppet av Stenträsket. Medelhöjden är 612 meter över havet och ytan är 33,55 kvadratkilometer. Det finns inga avrinningsområden uppströms utan avrinningsområdet är högsta punkten. Stenträskbäcken som avvattnar avrinningsområdet har biflödesordning 4, vilket innebär att vattnet flödar genom totalt 4 vattendrag innan det når havet efter 326 kilometer. Avrinningsområdet består mestadels av skog (76 procent) och sankmarker (12 procent). Avrinningsområdet har 4,16 kvadratkilometer vattenytor vilket ger det en sjöprocent på 12,4 procent.